# Yoshiyuki Kato
Yoshiyuki Kato (Tokio, 27 juli 1964) is een voormalig Japans voetballer.

## Carrière
Yoshiyuki Kato speelde tussen 1984 en 1995 voor Verdy Kawasaki en Fukuoka Blux.